# Glienke
Glienke ist ein Ortsteil der Stadt Friedland im Landkreis Mecklenburgische Seenplatte im Osten Mecklenburg-Vorpommerns.

## Geografie
Der Ort liegt etwa zehn Kilometer östlich von Neubrandenburg am Südwesthang eines kleinen Seitentales der Datze, die in einem Urstromtal Neubrandenburg mit Friedland verbindet.

## Geschichte

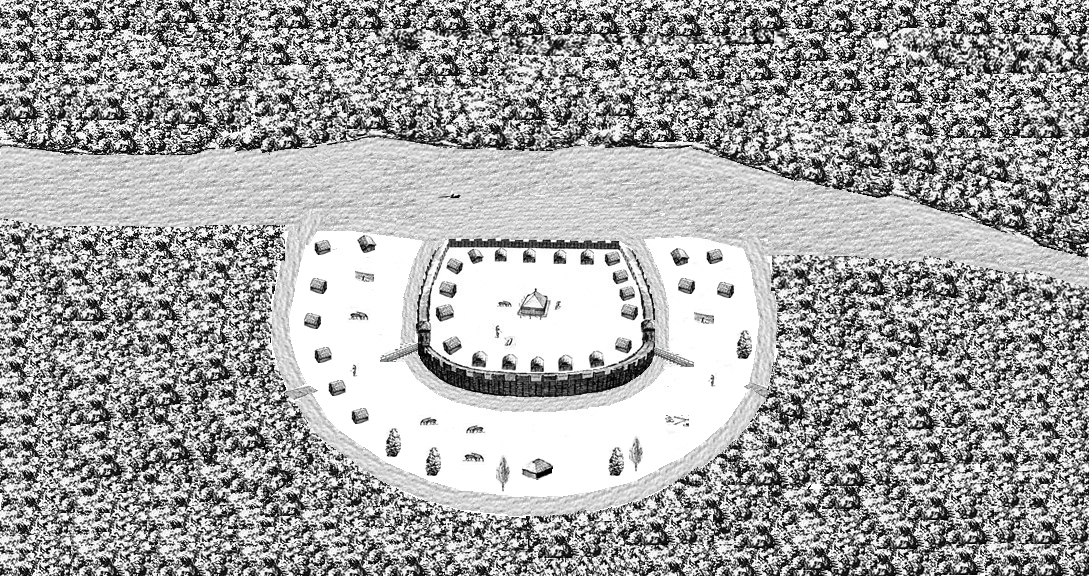
Slawischer Burgwall Glienke in Mecklenburg um 900

1298 taucht der als Angerdorf angelegte Ort erstmals in einer Urkunde auf. Der Name ist slawischen Ursprungs und leitet sich von glina = Lehm ab. Südlich von Glienke wurden während des Autobahnbaus die Reste eines slawischen Burgwalls ausgegraben, der etwa auf das 10. Jahrhundert datiert wird.
Die Glienker Kirche in der heutigen Form entstand 1769 und wurde 2003 umfangreich saniert.
Im Rahmen des Dorferneuerungsprogrammes wurden viele ältere Häuser renoviert, es entstanden aber auch einige neue Eigenheime. Die ehemalige Schmiede wurde 1996 zum Gemeindezentrum um- und ausgebaut. Neben dem Gemeindebüro befinden sich hier ein Veranstaltungsraum und ein Jugendclub.
Die Bevölkerung im Ort wuchs im Jahr 2007 um über zehn Prozent.
Aufgrund des Gebietsänderungsvertrages zwischen der Stadt Friedland und der Gemeinde Glienke vom 12. Dezember 2013 wurde Glienke am 25. Mai 2014 nach Friedland eingemeindet.

## Sehenswürdigkeiten

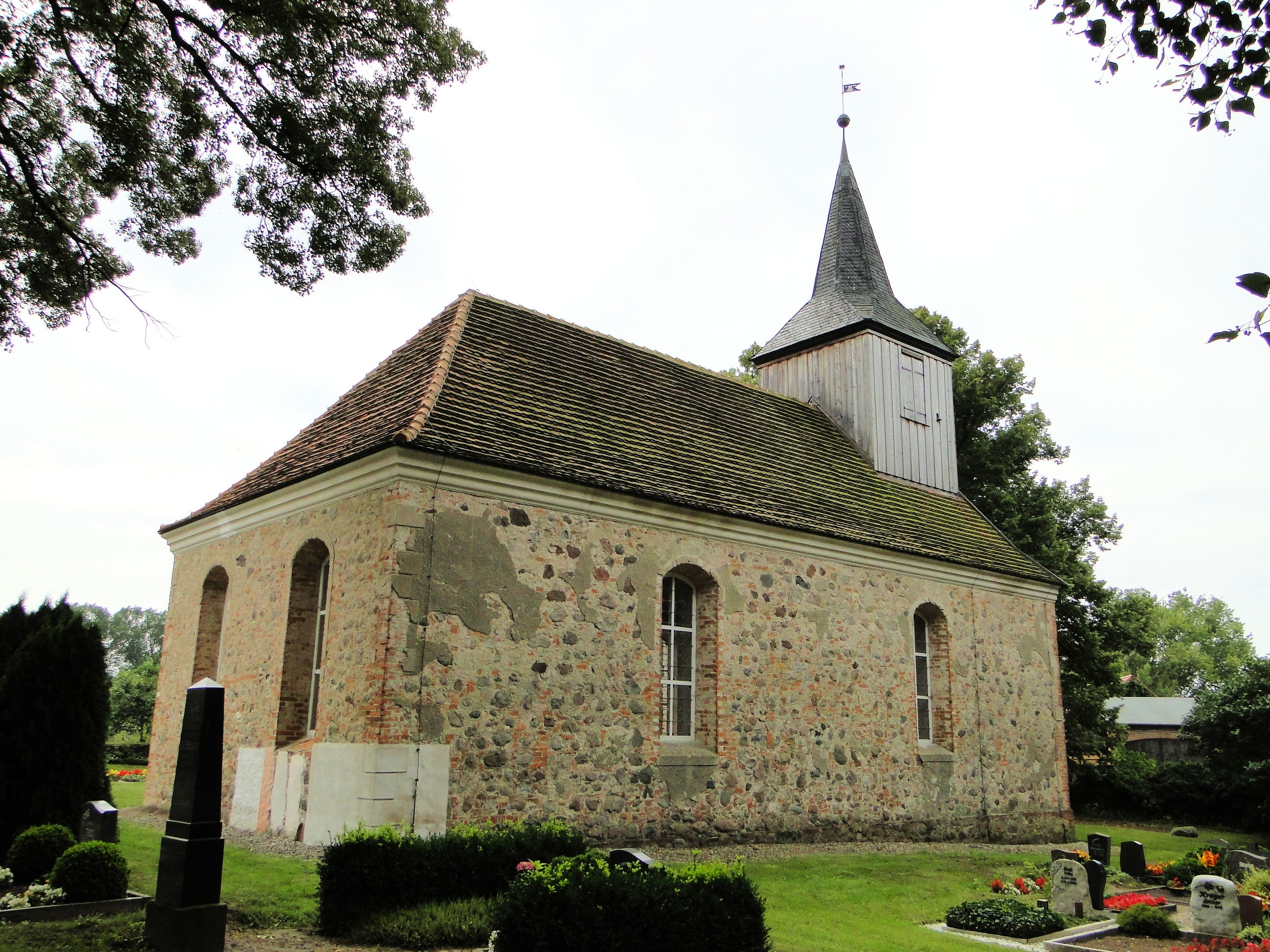
Kirche in Glienke

Die Dorfkirche Glienke ist ein massiver barocker Putzbau mit quadratischem hölzernem Turm. Sie ist mit einem barocken Kanzelaltar mit verkröpften Pilastern aus der zweiten Hälfte des 18. Jahrhunderts sowie einer Messing-Taufschale aus dem Jahr 1661 ausgestattet.

## Wirtschaft und Infrastruktur
Glienke ist wegen seiner verkehrsgünstigen Lage inzwischen zu einer reinen Wohngemeinde geworden, in der viele Pendler leben.

### Verkehrsanbindung
Der Anschluss an das Straßennetz ist als sehr günstig zu bezeichnen, da bei Glienke die neue Bundesautobahn 20 die Bundesstraße 197 kreuzt (Kleeblatt-Kreuz), die von Neubrandenburg nach Anklam führt. Der öffentliche Nahverkehr bedient Busverbindungen nach Neubrandenburg und Friedland.